# Eugène Carpentier
Eugène Carpentier (Kortrijk, 2 mei 1819 - Beloeil, 10 maart 1886) was een Belgisch architect.

## Levensloop
Carpentier studeerde aan de Koninklijke Academie voor Schone Kunsten van Brussel bij Tilman-François Suys (1783-1861) en behaalde er in 1846 een eerste prijs.
Van 1846 tot 1851 was hij in dienst van Joseph Jonas Dumont (1811-1859), architect bij de Koninklijke Commissie voor Monumenten. Hij werd door hem belast met het toezicht op de restauratiewerken aan de kerk van Saint-Hubert en op de bouw van het verbeteringsgesticht voor jonge delinquenten in Ruiselede. Dit betekende het begin van zijn succesvolle carrière als architect-restaurateur.
Van 1852 tot 1856 was hij als zelfstandig architect in Brugge gevestigd, om nadien, na zijn huwelijk, definitief in Beloeil te gaan wonen. Hoewel hij er teruggetrokken leefde, bouwde hij er een succesvolle carrière uit.
Van 1861 tot 1876 was hij briefwisselend lid van de Koninklijke Commissie voor Monumenten voor de provincie Henegouwen. Vanaf 1877 was hij effectief lid van de commissie.
Carpentier werd erkend als een zowel technisch als architectuurhistorisch zeer onderlegd architect. Hij ontwierp voornamelijk met verwijzingen naar de soberheid van de romaanse architectuur, naar een vroeggotisch vocabularium en naar de Engelse neogotiek.

## Werken
Carpentier was actief in de burgerlijke bouwkunst, door het ontwerpen van scholen en hospitalen, maar was toch voornamelijk een actieve kerkenbouwer.

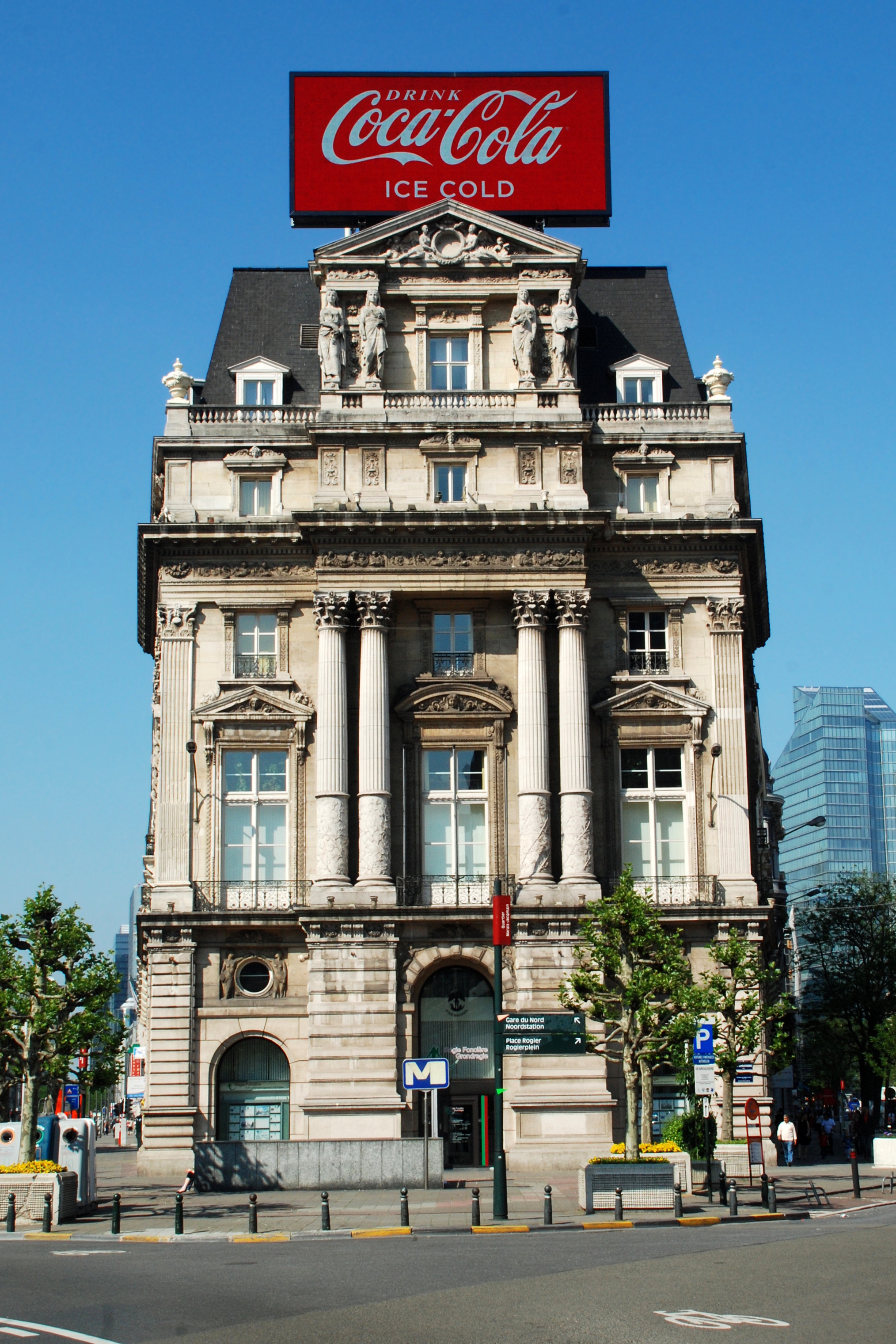
Het Hotel Continental, ontworpen door Eugène Carpentier

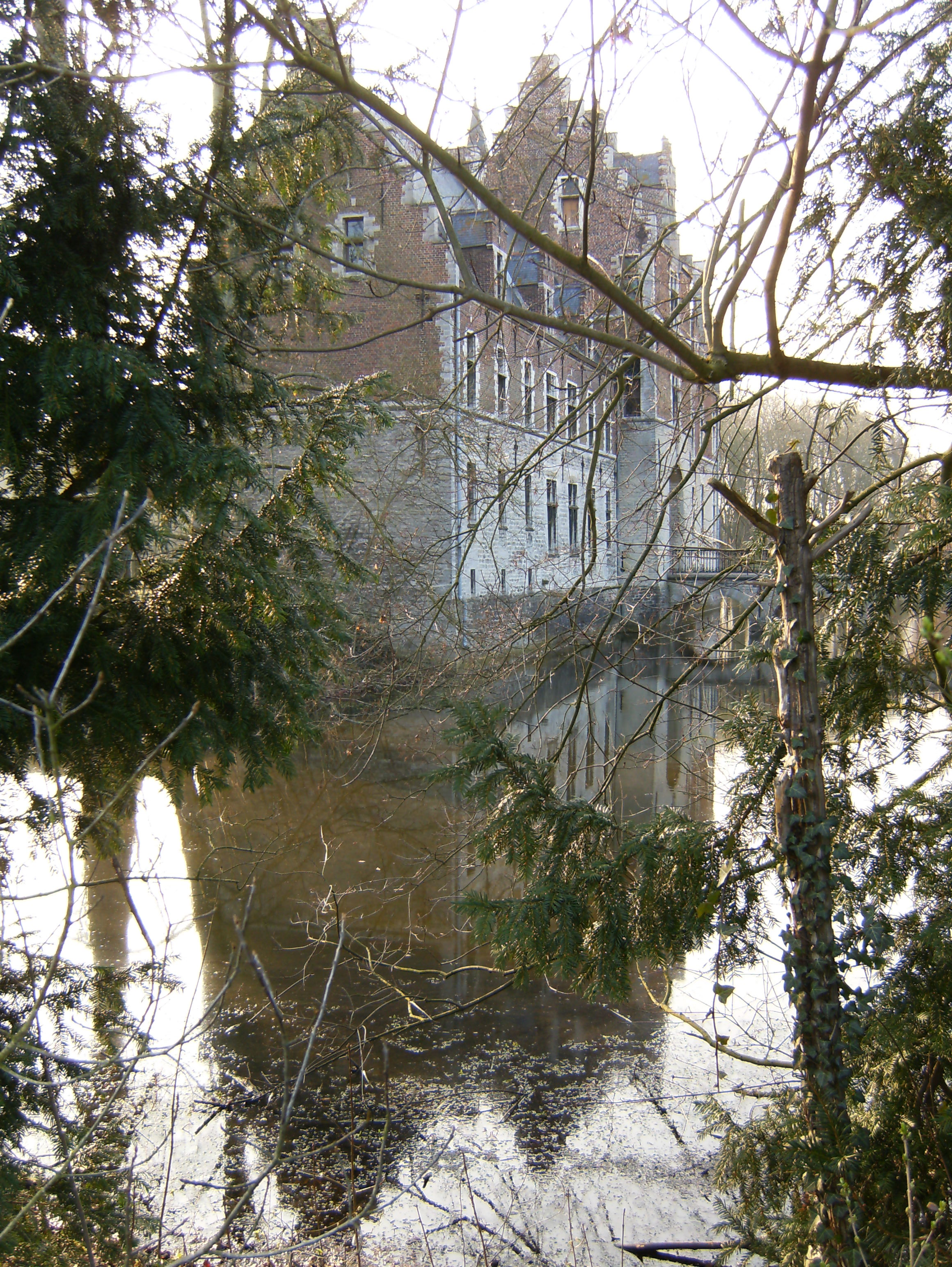
Het Rubenskasteel in Elewijt

- Klooster van de Zusters van Sint-Vincentius a Paulo op het Wijngaardplein in Brugge (1851-1857).
- Bouw van het Kasteel Calmont in Kluisbergen (1852).
- Bouw van het Kasteel Reesinghe in Maldegem (1854-1858).
- Restauratie van de Sint-Ursmaruskerk van Lobbes (1863).
- Ontwerp voor hospitaal in Maldegem (1865).
- Ontwerp nieuw stadhuis Maldegem (1876) (niet uitgevoerd)
- Restauratie van de Onze-Lieve-Vrouwkerk van Hoei (1876).
- Nieuwe kerk van Beloeil (1863-1867).
- Sint-Salvatorskathedraal Brugge: torenspits en hoektorentjes (1865-1872).
- Nieuwe kerk van Châtelet (1867-1873).
- Restauratie Rubenskasteel in Elewijt - Zemst (1867-1875).
- Nieuwe kerk van Antoing (1868).
- Hospitaal Sint-Arnoldus in Maldegem (1868-1872).
- Nieuwe Sint-Martinuskerk van Tollembeek (1869-1873).
- Hotel Continental in Brussel (1873-1880).
- Nieuwe Sint-Martinuskerk in Hyon (1874-1876).
- Grafmonument Charles Coppens in Geel (1875).
- Restauratie belfort en oude lakenhalle in Doornik (1876).
- Restauratie Sint-Niklaaskerk in Doornik (1878).
- Godshuis Mevrouw Courtmans in Maldegem (1880-1881).
- Nieuwe Sint-Remacluskerk in Spa (1881).
- Nieuwe H.-Magdalenakerk in Overijse (1885).